# 海を駆ける
『海を駆ける』（うみをかける）は、2018年の日本・フランス・インドネシア合作のドラマ映画である。監督・脚本を深田晃司が手がけ、主演をディーン・フジオカが務めた。

## 概要
第69回カンヌ国際映画祭「ある視点」審査員賞を受賞した深田晃司監督が7年の歳月を経て完成させたオリジナル脚本作品である。主演に深田監督自ら惚れ込んだディーン・フジオカを迎え、本作の前身ともいえる『ほとりの朔子』に次ぐ出演となった鶴田真由と太賀、そして阿部純子が初キャスティングされており、インドネシアオールロケーションとなった本作はアディパティ・ドルケン、セカール・サリといった現地の俳優陣も出演している。鶴田と太賀は撮影に合わせてインドネシア語をブラッシュアップしながらマスターした。2004年の大震災による津波で被害を受けたバンダ・アチェでの撮影は日本・インドネシア・フランスとの共同制作となっており、フランス、インドネシア、中国など日本以外の国と地域で公開されることが決まった。

## ストーリー
インドネシア・スマトラ島のバンダ・アチェは戦争と津波の爪痕が残る場所。その町に海岸で行き倒れていた正体不明の男ラウ（ディーン・フジオカ）が発見される。彼は片言の日本語やバハサインドネシア語を話し、NPO法人で災害復興の仕事をしながら暮らす貴子（鶴田真由）と息子のタカシ（太賀）、日本からやってきた親戚のサチコ（阿部純子）の周辺で奇妙な出来事が次々と起こり始める。タカシの同級生クリス（アディパティ・ドルケン）、その幼馴染でジャーナリストのイルマ（セカール・サリ）を巻き込んで不思議な奇跡と事件を巻き起こしていくのだった。
ラウとはいったい何者なのか。人種や国籍や宗教を越えて育まれる若者たちの友情、美しくも人生の不条理を描いた内容になっている。

## キャスト
ラウ
演 - ディーン・フジオカ
タカシ
演 - 太賀
サチコ
演 - 阿部純子
クリス
演 - アディパティ・ドルケン
イルマ
演 - セカール・サリ
貴子
演 - 鶴田真由

## スタッフ
- 監督・脚本・編集：深田晃司
- 音楽：小野川浩幸
- 製作：新井重人
- エグゼクティブ・プロデューサー：太田和宏、荒木宏幸、江口航治、宮崎伸夫、梅村昭夫、澤田正道、Willawati
- プロデューサー：小室直子、紀嘉久
- コ・プロデューサー：澤田正道、Giovanni Rahmadeva
- 撮影：芦澤明子
- 照明：永田英則
- 録音：木原コウジ
- 美術：Dita Gambiro
- VFX制作：太陽企画、+Ring
- 音響制作：K&AG
- 特別協賛：ガルーダ・インドネシア航空、ガルーダ・オリエントホリデーズ・ジャパン
- 協力：インドネシア共和国観光省
- 助成：文化庁芸術文化振興費補助金
- 配給：日活、東京テアトル
- 企画制作：日活
- 製作：“The Man from the Sea”FILM PARTNERS（日活、東京テアトル、アミューズ、太陽企画、朝日新聞社、TBSサービス）、Comme des Cinémas、Kaninga Pictures

## 上映
2018年5月7日、東京都のテアトル新宿にて完成披露上映会が行われた。

## 関連文献
小説
- 深田晃司 (2018). 海を駆ける. 文藝春秋. ISBN 978-4-16-390837-3